# Sport Clube Verdun
Pour les articles homonymes, voir Verdun (homonymie).
Maillots
Le Sport Clube Verdun (en Créole cap-verdien : Sport Klubi Verdun) est un club cap-verdien de football basé à Espargos en l'île de Sal.

## Histoire
- 1er mai 1945 : Fondation du club
- 1980 : premier titre de champion de l'île
- 2001 : premier titre de vainqueur de la Coupe de l'île
- 2014 : deuxième titre de champion de l'île

## Palmarès
- Championnat de L'île de Sal :
  - Vainqueur en 1980 et 2014

- Coupe de Sal :
  - Vainqueur en 2001

- Super Coupe de Sal :
  - Vainqueur en 2001 et 2014

## Bilan saison par saison

### Championnat national
|      | Groupe | Positions | Points | Journées | V | N | D | B.M. | B.P. | Diff. |
| 2014 | 1B     | 6         | 1 pt   | 5        | 0 | 1 | 4 | 3    | 7    | +4    |

### Championnat régional
|         | Groupe | Positions | Points | Journées | V | N | D | B.M. | B.P. | Diff. |
| 2013-14 | 2      | 1         | 20 pts | 10       | 6 | 2 | 2 | 15   | 9    | +6    |
| 2014-15 | 2      | 4         | 12 pts | 10       | 3 | 3 | 4 | 7    | 9    | -2    |